# Clemensia
Clemensia is een geslacht van vlinders van de familie spinneruilen (Erebidae).

## Soorten
- C. abnormis Schaus, 1905
- C. acroperalis Jones, 1908
- C. albata Packard, 1864
- C. alembis Dyar, 1910
- C. barbotini Gibeaux, 1983
- C. brunneomedia Schaus, 1905
- C. centralis Hampson, 1900
- C. cernitis Druce, 1897
- C. cincinnata Schaus, 1911
- C. clathratat Gibeaux, 1983
- C. chala Schaus
- C. distincta Schaus, 1905
- C. domica Druce
- C. erminea Schaus, 1896
- C. flava Jones, 1914
- C. holocerna Dyar, 1916
- C. incerta Gibeaux, 1983
- C. inleis Schaus, 1905
- C. irrorata Draudt, 1919
- C. lacteata Hampson, 1914
- C. leisova Dyar, 1910
- C. leopardina Schaus, 1911
- C. leucogramma Dognin, 1914
- C. maculata Rothschild, 1912
- C. marmorata Schaus, 1896
- C. mesomima Dognin, 1914

- C. mucida Schaus, 1911
- C. nigrolineata Reich, 1933
- C. nubila Jones, 1914
- C. ochracea Gibeaux, 1983
- C. ophrydina Druce, 1885
- C. panthera Schaus, 1896
- C. parapahella Dognin, 1899
- C. plumbeifusca Hampson
- C. pontenova Dognin
- C. quinqueferana Walker, 1863
- C. remida Schaus
- C. reticulata Rothschild, 1913
- C. rosacea Reich, 1933
- C. roseata Hampson, 1900
- C. russata Hampson, 1900
- C. subleis Schaus, 1905
- C. toulgoeti Gibeaux, 1983
- C. urucata Dognin, 1902